# Gropticka
Gropticka (Postia guttulata) är en svampart som först beskrevs av Peck, och fick sitt nu gällande namn av Jülich 1982. Postia guttulata ingår i släktet Postia och familjen Fomitopsidaceae.   Inga underarter finns listade i Catalogue of Life.
I den svenska databasen Dyntaxa används istället namnet Oligoporus guttulatus för samma taxon.  Arten är reproducerande i Sverige.